# Rochelle Aytes
Rochelle Aytes (17 de mayo de 1976) es una actriz estadounidense. Nació en Nueva York y asistió a LaGuardia High School. Se graduó con una licenciatura en Bellas Artes de la Universidad Estatal de Nueva York.

## Carrera
Es más conocida por su papel en White Chicks como Denise Porter, y recientemente actuó en la serie The Forgotten como la Detective Grace Russell quien se une a un grupo voluntario, incluyendo al policía detective, Christian Slater, para resolver a víctimas no identificadas o desaparecidas.
También interpretó a Lisa Breaux en Madea's Family Reunion, donde Rochelle interpreta a una mujer que es atrapada en una relación en que su prometido (Blair Underwood) la golpea y la amenaza.
Interpretó a Savannah en Mentes criminales como la esposa de Derek Morgan (Shemar Moore).
En 2006, interpretó a Nicole Jamieson en el piloto para House of Payne.
También le da la voz a Rochelle en Left 4 Dead 2. 
En 2007, apareció en la serie de FOX, Bones como Felicia Saroyan, la hermana del Supervisor de Laboratorio, Cam. También interpretó a Leigh Barnthouse en la serie Drive.
Interpretó a Tara Kole en el programa NCIS de CBS y en la película independiente Trick 'r Treat.
También interpretó a Eva en la serie Dark Blue en 2010. 
Tuvo un papel recuerrente en la serie Detroit 1-8-7 como la fiscal Alice Williams, hasta que su personaje fue asesinado en el episodio "Key to the City".
Actualmente interpreta a Amber James, la antigua novia de Keith Watson, en Desperate Housewives.
Es representada por Ryan Daly de Zero Gravity Management.

## Filmografía

### Cine
| Año  | Título                 | Personaje      | Notas |
| ---- | ---------------------- | -------------- | ----- |
| 2004 | White Chicks           | Denise Porter  |       |
| 2006 | Madea's Family Reunion | Lisa           |       |
| 2007 | Trick 'r Treat         | Maria          |       |
| 2011 | The Inheritance        | Lily           |       |
| 2014 | The Butterfly Chasers  | Diana Lee      |       |
| 2015 | My Favorite Five       | Hailey Colburn |       |
| 2020 | Magic Camp             | Zoe Moses      |       |

### Televisión
| Año       | Título                             | Personaje            | Notas                                                       |
| --------- | ---------------------------------- | -------------------- | ----------------------------------------------------------- |
| 2001      | The Outer Limits                   | Breanna              | Episodio: "Abduction"                                       |
| 2003      | Sex and the City                   | Anfitriona           | Episodio: "Great Sexpectations"                             |
| 2005      | Jonny Zero                         | Keisha               | Episodio: "I Did It All for the Nooky"                      |
| 2005      | My Wife and Kids                   | Enfermera            | Episodio: "The 'V' Story"                                   |
| 2006      | 13 Graves                          | Karen                | Piloto. No vendido                                          |
| 2006      | ER                                 | Tamara               | Episodio: "Split Decisions"                                 |
| 2006      | CSI: NY                            | Sienna               | Episodio: "Stuck on You"                                    |
| 2006      | Half & Half                        | Yolanda              | Episodio: "The Big Who You Gonna Call Episode"              |
| 2007      | Day Break                          | Mujer en avión       | Episodio: "What If He's Free?"                              |
| 2007      | Drive                              | Leigh Bartnhouse     | Personaje principal                                         |
| 2007      | Las Vegas                          | Carley               | Episodio: "When Life Gives You Lemon Bars"                  |
| 2007      | Bones                              | Felicia Saroyan      | Episodio: "Intern in the Incinerator"                       |
| 2008      | Dirt                               | Jasmine Ford         | Episodios: "Ties That (Don't) Bind" and "And the Winner Is" |
| 2008      | Shark                              | Karla Ballantine     | Episodio: "Leaving Las Vegas"                               |
| 2009      | Mistresses                         | Ava                  | Piloto. No vendido                                          |
| 2009      | NCIS                               | Tara Kole            | Episodio: "Knockout"                                        |
| 2009–2010 | The Forgotten                      | Grace Russell        | Personaje principal                                         |
| 2010      | Dark Blue                          | Eva                  | Episodios: "Shell Game", "Home Sweet Home"                  |
| 2010–2011 | Detroit 1-8-7                      | Alice Williams       | Recurrente; 5 Episodios                                     |
| 2011      | Desperate Housewives               | Amber James          | Recurrente; 3 Episodios                                     |
| 2011      | White Collar                       | Isabelle Wilson      | Episodio: "As You Were"                                     |
| 2012      | Work It                            | Vanessa              | Personaje principal                                         |
| 2013      | CrazySexyCool: The TLC Story       | Perri "Pebbles" Reid | Película de televisión                                      |
| 2013–2016 | Mistresses                         | April Malloy         | Personaje principal                                         |
| 2013–2016 | Mentes criminales                  | Savannah Morgan      | Recurrente; 10 Episodios                                    |
| 2017      | Designated Survivor                | Senador Cowling      | Recurrente; varios Episodios                                |
| 2018–2019 | Hawaii Five-0                      | Agente Greer         | Recurrente; 4 Episodios                                     |
| 2019–2024 | S.W.A.T.                           | Nichelle             | Recurrente; 11 Episodios                                    |
| 2019      | The Purge                          | Michelle Moore       | Personaje principal                                         |
| 2019      | Heartstrings                       | Scarlett             | Episodio: "Cracker Jack"                                    |
| 2020      | A Christmas Tree Grows in Colorado | Erin                 | HallMark Channel Original Movie                             |
| 2020      | The Lost Boys                      | Jackie               | CW. Piloto. No vendido                                      |
| 2025      | Watson                             | Mary Morstan         | Personaje principal                                         |

### Videojuegos
| Año  | Título          | Personaje | Notas |
| ---- | --------------- | --------- | ----- |
| 2009 | Left 4 Dead 2   | Rochelle  | Voz   |
| 2013 | Resident Evil 6 | Rochelle  | Voz   |